# The Secret Show
The Secret Show (bra: O Show Secreto; prt: A Série Secreta) é uma série de desenho animado britânica feita pela BBC, criada por Tony Collingwood e apresentada por San Tiago a.k.a Jimmy.
O desenho conta a história de dois agentes secretos Victor e Anita que trabalham para uma organização super secreta chamada U.Z.Z. que combatem diversos vilões e inimigos que tentam dominar ou destruir a Terra. O tema musical da série foi composto por Roger Jackson.
No Brasil foi primeiramente exibida pelo Jetix, em canal fechado e atualmente é exibida em canal aberto pela TV Cultura. Em Portugal foi exibida pela RTP 2.

## Personagens

### U.Z.Z.
- Victor Volt — é um dos agentes da U.Z.Z. Foi revelado no episódio "O ataque dos homens gelatina da dimensão 10" que os pais de Victor trabalharam para a U.Z.Z., e que o pai de Victor ficou 20 anos na dimensão 10. Victor parece gostar muito da sua parceira, Anita, e também parece gostar muito de uma cabeça-flutuante chamada Ping. É conhecido pelas perguntas do Professor Professor de se Victor ainda está vivo, Victor sempre se irrita e responde que está vivo.
- Anita Knight — é uma agente da U.Z.Z., parceira de Victor. Também parece gostar muito dele, mas gosta mais de Alfonsio o escultor. Anita é muito mais organizada do que Victor, também tem a cabeça no lugar e nunca faz besteira. Por alguma razão, apesar de seus pais nunca terem aparecido no programa Anita afirma que seus pais a alertavam para não entrar em contato com a água do mar e no mesmo episódio é revelado que Anita é uma sereia.
- Chefe da U.Z.Z. (Calça Agarradinha, Que gostoso meu leitinho etc.) — é o chefe da U.Z.Z., que por razões de segurança troca o nome dia apòs dia. Seu verdadeiro nome nunca foi revelado na série, mas foi revelado que ele já foi um agente da U.Z.Z., que tinha uma parceira chamada Lucy. Ele diz que ele e Lucy eram o Victor e a Anita daquela época. Como ele demorou para entender uma mensagem codificada que a Lucy deixou para trás, ela teve que esperar 20 anos para ser resgatada. Ela diz que o nome original do chefe combinava com ele. Ele também possui ter vários segredos no passado, e poucos são revelados (como o fato de que quando ele era criança, sua babá foi a Nana da Caquinha, e que já era chamado por apelidos bobos).
- Professor Professor — é o cérebro por trás da U.Z.Z. Faz engenhocas estranhas e de nomes engraçados para ajudar a U.Z.Z., mas tudo o que inventa nunca foi testado e é altamente perigoso. Sua família foi revelada na série, sua mãe é a Frau Frau e seu irmão gêmeo é o Maestro (Maestro Maestro no final do episódio). Quando mais novo, foi aluno de uma academia junto com a Doutora Doutora.
- Agente Ray — é um agente da U.Z.Z. Amigo de Victor e de Anita. É conhecido por dar fim nos programas da Vovózinha Querida e dos Coelhinhos Fofinhos.
- Lucy Wuu — antiga parceira do chefe da U.Z.Z. Durante anos foi mantida prisioneira do Homem Hamster, quando foi resgatada por Victor, Anita e o chefe.

### Vilões
- Doutora Doutora - é a vilã principal da série. Ela já foi a colega de sala do Professor Professor. Doutora Doutora quer dominar o mundo, destruir a U.Z.Z. e quer ter a Coisa Secreta.
- Cabeças Flutuantes — é uma raca de aliens maus que têm cabeças que flutuam. Invadiram na 1ª vez quando procuraram pela Bola de Esponja, depois continuaram surgindo atè se tornarem vilões principais. Eles são comandados pelo Príncipe Pong. Victor já se apaixonou por Ping, princesa dessa raça, que o chama de "colado".

- O Chefe — um vilão com aparência de um chefe de cozinha, ele quer assar Anita Knight numa torta.
- Homens gelatina da dimensão 10 — são homens compostos por gelatina, que moram na dimensão 10, tentatam invadir a dimensão 1 há 20 anos, mas foram impedidos pelos pais de Victor Volt. Depois de 20 anos, são impedidos de novo pelos pais de Victor Volt, por ele e pela Anita.
- Impostores — são os vilões que utilizam trajes que fazem assumir a forma das pessoas e também planejam assumir o planeta.

### Outros
- Vovózinha Querida e seus Coelhinhos Fofinhos — são as vitimas de Ray e os agentes da U.Z.Z., já que o Show Secreto passa no mesmo horário que o Show dos Coelhinhos Fofinhos, Ray e os agentes mandam a vovó sair.
- Raptogators — são monstros que vivem debaixo da terra, eles são muito nervosos e estressados, aliás eles atacam qualquer tipo de humano que perturbe o seu lar que é debaixo da terra